# Lucien Lévy-Bruhl

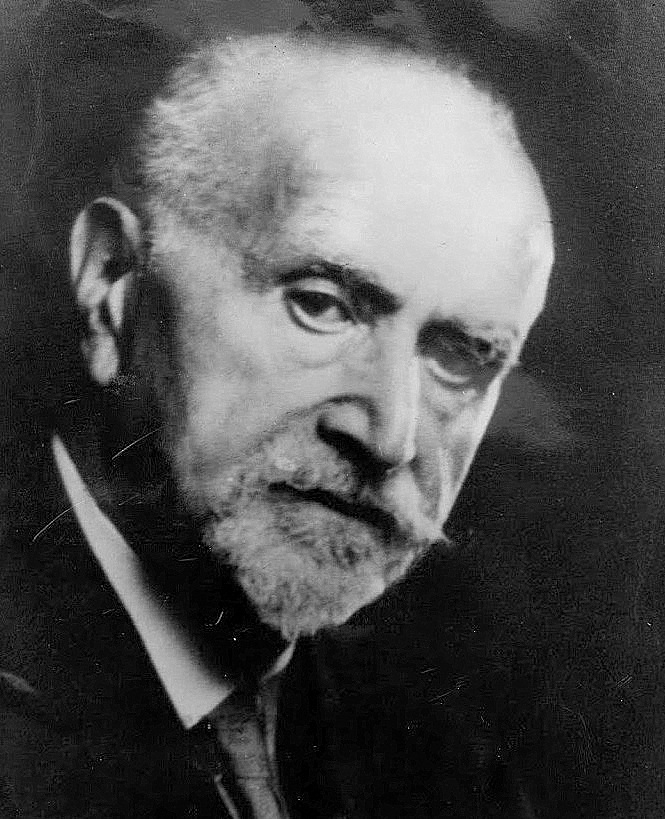
Lucien Lévy-Bruhl

Lucien Lévy-Bruhl (* 10. April 1857 in Paris; † 13. März 1939 ebenda) war ein französischer Philosoph und Ethnologe. 

## Werdegang
Lucien Lévy-Bruhl war Sohn einer jüdischen Familie aus dem ostfranzösischen Metz. Er besuchte das Lycée Charlemagne, wo er sich Studien in Musik, Philosophie und Naturwissenschaften widmete. 1876 wurde er in die École Normale Supérieure aufgenommen und erlangte dort 1879 die agrégation de philosophie. Zwischen 1872 und 1882 arbeitete er als Gymnasiallehrer in Poitiers, zwischen 1882 und 1883 in Amiens sowie zwischen 1883 und 1885 als Lehrer für höhere Rhetorik am Lycée Louis-le-Grand in Paris. 1884 promovierte er an der École Normale Supérieure mit der Dissertation L’idée de responsabilité und lehrte sowohl dort als auch an der École libre des sciences politiques ab 1886 als maître de conférences. In dieser Funktion war es u. a. seine Aufgabe, die Nachwuchselite für Politik und Verwaltung der Dritten Republik auszubilden. 
Seine wissenschaftliche Laufbahn begann mit einem Werk über die moderne französische Philosophie (1889); es folgten Werke zur deutschen Philosophie seit Gottfried Wilhelm von Leibniz (L’Allemagne depuis Leibniz 1890), zur Philosophie Friedrich Heinrich Jacobis (La Philosophie de Jacobi 1894) sowie zur Philosophie Auguste Comtes (Lettres inédites de John Stuart Mill à Auguste Comte 1900). In La morale et la science des mœurs (1903) wurde erstmals Lévy-Bruhls Interesse für ethnologische Aspekte deutlich. 1904 wurde er Professor für die Geschichte der modernen Philosophie an der Sorbonne.
In der Nachkriegszeit fand reger geistiger Austausch zwischen Lévy-Bruhl und Universitäten im Ausland statt. Dadurch gewann er an internationaler Reputation, gleichzeitig traten jedoch seine frühen philosophischen Werke in den Hintergrund.
In den 1920er Jahren erregte Lévy-Bruhl mit seinen Ideen Aufmerksamkeit und wurde zu einer Hauptfigur der ethnologischen Forschung. 1917 wurde er Herausgeber der einflussreichen Revue philosophique, die ein wichtiges Medium für das humanwissenschaftliche und sozialphilosophische Geistesleben des damaligen Europa war. 1925 gründete er das Institut d’Ethnologie an der Sorbonne, das u. a. Feldforscher und Kolonialbeamte ausbildete. Als Geschäftsführer ernannte er Marcel Mauss und den Ethnologen, Sprachforscher und späteren Direktor des Musée de l’Homme Paul Rivet. Nur zwei Jahre später verließ er das Institut jedoch wieder, da es zu Differenzen unter den Wissenschaftlern kam. 
1928 beteiligte sich Lucien Lévy-Bruhl an der Gründung von ethnologischen Instituten in Costa Rica, Nicaragua, San Salvador und Guatemala. 
Während Marcel Mauss dem Beispiel Émile Durkheims folgte und sich dem Erforschen menschlichen Handelns widmete, wobei er dem Ritual eine besondere Schlüsselrolle zuschrieb, blieb Lévy-Bruhl stets auch Philosoph und interessierte sich vor allem für Mythen und deren Einfluss auf Denkprozesse. 

### Politisches Interesse und Engagement
Bereits während der 1890er Jahre beobachtete Lévy-Bruhl das Verhältnis seines Heimatlandes zum im Aufschwung befindlichen Deutschland. Im regen Geistes- und Kulturleben des Landes sah er die moralischen Gründe für dessen Aufstieg. Lévy-Bruhl stand dem sozialistischen Politiker Jean Jaurès nahe. In der der Dreyfus-Affäre sagte er zugunsten von Alfred Dreyfus aus. Während des Ersten Weltkrieges nahm Minister Albert Thomas, sein einstiger Schüler, ihn in sein Kabinett auf. Lévy-Bruhls Aufgabe war es nun, gegen deutsche Kriegspropaganda vorzugehen und sowohl am Bulletin de l’Alliance française als auch am Bulletin des usines de guerre mitzuwirken. Ab 1919 arbeitete er als Attaché des Außenministeriums u. a. an der Pariser Friedenskonferenz mit.

## Wirken
Lévy-Bruhl war Teil einer Generation französischer Intellektueller zu Beginn des 20. Jahrhunderts, neben z. B. Émile Durkheim und Henri Bergson, die philosophische Prinzipien auf Untersuchungen des menschlichen Geists und der Gesellschaft anwandten. Er stellte der rationalistischen Tradition die Idee von grundsätzlich verschiedenen Arten von Wissen gegenüber. Seine Theorien zur „primitiven Mentalität“ stellen eine kontroverse Entwicklung in der frühen modernen Ethnologie dar. 

### La mentalité primitive
Unter dem Einfluss Durkheims und seines Anhängers Marcel Mauss bewegte sich Lévy-Bruhl zunehmend weg von klassischen philosophischen Studien und wandte sich der Ethnologie zu, deren Idee der universellen menschlichen Natur er ablehnte. 
Bereits vor seiner Berufung an die Sorbonne hatte Lévy-Bruhl seinen Weg, ausgehend von der Philosophie, zur Ethnologie eingeschlagen. In La morale et la science des mœurs entwickelt er seinen Zugang zur Geisteswelt schriftloser Kulturen. Dieser gründet auf der Auseinandersetzung mit den wissenschaftsphilosophischen Ansätzen aus der positivistischen Frühphase Auguste Comtes und der Soziologie Émile Durkheims. Damit nahm eine neue Phase der wissenschaftlichen Arbeit Lévy-Bruhls ihren Anfang, die sich in seinen Publikationen zur mentalité primitive manifestiert. Sein Hauptinteresse waren nun die strukturellen Unterschiede der Weltbilder schriftloser Kulturen und der modernen westlichen Zivilisation. Anders ausgedrückt widmete er sich der Frage, ob außereuropäische Gesellschaften Denkmodi haben, die keine Gemeinsamkeiten mit der westlichen Logik aufweisen. Dieser Theorie der grundlegenden kognitiven Unterschiede widmete er seine zwei Hauptwerke Les fonctions mentales dans les sociétés inférieures (1910) und La mentalité primitive (1922). 

### Abgrenzung von der britischen Schule
Lévy-Bruhl grenzte sich von der britischen Schule ab. Er kritisierte Edward Tylor und James Frazer, die das abweichende „primitive“ Denken schlicht als weniger entwickelte, defizitäre Version westlicher Denkmodi sahen. Diese evolutionistische Perspektive geht von der universellen Gültigkeit moralischer Normen und logischen Denkens aus. Lévy-Bruhl widersprach dem, indem er das „primitive“ Denken als mystisch-prälogisch beschrieb, das nicht den Gesetzen der formalen Logik (Satz vom Widerspruch, Identitätssatz etc.) folgte, sondern dem sogenannten Partizipationssatz.

### Partizipationssatz
Siehe auch: Participation mystique
Die von Lévy-Bruhl beschriebenen Denkstrukturen seien geprägt von und ausgerichtet nach Kollektivvorstellungen, die sich u. a. in Mythen und Bräuchen manifestieren. Der Partizipationssatz besagt auch, dass gewisse Differenzierungen, die für die westliche Logik essentiell sind, nicht vorhanden sind. Dazu gehören die Unterschiede zwischen Realität und Traum; Gegenwart, Vergangenheit und Zukunft, sowie Auslöser und Ausdruck eines Ereignisses. Des Weiteren schließt das Phänomen der „Multipräsenz“ (multiprésence) die Differenzierungen zwischen Einem und Vielem, Gleichem und Anderem sowie Belebtem und Unbelebtem aus – d. h., dass eine Person z. B. gleichzeitig an verschiedenen Orten präsent sein kann. Zeit und Raum gelten als ausschließlich subjektiv wahrnehmbar und können nicht mit (westlichen) quantitativen Methoden gemessen werden. 
Außerdem gilt das Phänomen der Seelenwanderung als wichtiger Bestandteil des Partizipationssatzes – Lévy-Bruhl berichtet von neuguineischen Hexenmeistern die « le pouvoir de métempsychoser les morts dans un serpent, un crocodile, etc. » haben  (La mentalité primitive : 42). Die mentalité primitive schließt, anders als die formale westliche Logik, Widersprüche nicht aus. Sie « ne se complaît pas gratuitement dans le contradictoire… mais elle ne songe pas non plus à l’éviter. Elle y est le plus souvent indifférente » (La mentalité primitive : 79). Carl Gustav Jung knüpfte an den Partizipationssatz mit seiner Konzeption eines „Kollektiven Unbewussten“ an.

## Kritik
Lévy-Bruhls Theorien der „primitiven“ Mentalität, die er gar bis zu den Indigenen Chinas und Indiens ausdehnte, waren zunehmender Kritik ausgesetzt. Die Ideen von Kollegen wie Marcel Mauss und Bronisław Malinowski betonten eher die Pluralität und Eigenarten von Kulturen. Lévy-Bruhl manifestiere jedoch unüberwindbare Gegensätze zwischen zwei menschlichen Denkmodi, was auch Diskrepanzen zwischen der europäischen Zivilisation und deren kolonialen Herrschaftsgebieten bedeute, so die Kritiker im Frankreich der 1920er Jahre. Jene Kritik ist jedoch unzureichend, da sie die philosophische Basis der Überlegungen Lévy-Bruhls von 1903 nicht beachtet. Problematisch ist weiterhin, dass er nach Les Fonctions mentales dans les sociétés inférieures (1910) zwar stets wiederholend auf seine wesentlichen Erkenntnisse eingeht, sie aber zunächst kaum weiterentwickelt. Ab den 1930ern wird Lévy-Bruhl Ethnozentrismus vorgeworfen, da seine Gedanken zur mentalité primitive nicht der wissenschaftlichen Denkweise entsprächen. 
Außerdem unterlag seine komparatistische Methode der Kritik, sie ignoriere sowohl die Vielschichtigkeit schriftloser Völker als auch die von Bildung und Schicht abhängigen Varianten europäischer Weltansichten. Dass Lévy-Bruhl sich vor allem auf Reiseberichte und Notizen von Missionaren als Quelle stützte, insofern also als armchair anthropologist arbeitete, wurde als unzureichend betrachtet. In La pensée sauvage (1962) argumentiert auch Claude Lévi-Strauss gegen die Gedanken seines früheren Lehrers: „Entgegen der Meinung von Lévy-Bruhl verläuft dieses [wilde] Denken auf den Wegen des Verstandes, nicht der Affektivität, mit Hilfe von Unterscheidungen und Gegensätzen, nicht durch Verwirrung und Teilnahme.“
Auch Lévy-Bruhl selbst formulierte seine Theorien unter dem Druck der wachsenden Kritik neu: Beide Arten von Mentalität seien in allen Gesellschaften zu finden, aber in verschiedenen Ausmaßen. Auch die moderne Gesellschaft trage Überreste des Mystischen und Prälogischen (prelogical) in sich. In posthum veröffentlichten Notizbüchern (Les carnets de Lucien Lévy-Bruhl 1949) widerruft er große Teile seines Werks. 
Erst Ende der 1980er kam es zur breiten Revision der Kritik am Werk Lévy-Bruhls.

## Einfluss
Trotz massiver Kritik kann man in Lévy-Bruhls Werken grundlegende Gedanken zu wichtigen Anliegen der Wissenschaft im 20. Jahrhundert, insbesondere der Ethnologie, erkennen: beispielsweise die Krise der Repräsentation, Fragen von Macht und Tradition und deren Rolle in der Gemeinschaft. Heute wird Lévy-Bruhls Ansatz der analytischen Trennung zweier strukturverschiedener Weltvorstellungen anerkannt. Allerdings muss berücksichtigt werden, dass diese sowohl in der westlichen Zivilisation als auch in schriftlosen Kulturen variabel auftreten und spezifisch untergeordnet sein können.  
Die von Lévy-Bruhl identifizierten nicht-logischen Elemente wurden u. a. von Durkheim für seine religionssoziologischen Überlegungen und Jean Piagets Entwicklungspsychologie umgedeutet. 
Heute gewinnt Lévy-Bruhl in Ansicht einer modernen Soziologie, der Ontogenese, neue Bedeutung. Hatte Piaget mit seinen empirisch bei Kindern erhobenen Stadien (senso-motorisch, präoperational, konkret operational und formal operational) die Darstellung Lévy-Bruhls quasi bestätigt, so belegt Günter Dux u. a. mit der „Historisch-genetischen Theorie“ (Dux 2000) die historische Entwicklung traditionaler Völker und deren prä-formales Denken weitergehend im Sinne Lévy-Bruhls. 
Zu seiner Zeit beeinflussten Lévy-Bruhls Ideen weniger andere Ethnologen als mehr die literarische Avantgarde der 1920er, wie T. S. Eliot und James Joyce. Auch Francis Macdonald Cornford baute auf seinen Ansätzen auf.

## Werke
- L’Allemagne depuis Leibniz. Essai sur le développement de la conscience nationale en Allemagne, 1700–1848. Félix Alcan, Paris 1890. Digitalisat
- La philosophie de Jacobi. Félix Alcan, Paris 1894.
- History of modern philosophy in France. Chicago 1899. Digitalisat
- Lettres inédites de John Stuart Mill à Auguste Comte, publiées avec Les réponses de Comte et une introduction par Lévy-Bruhl. Félix Alcan, Paris 1899.
- La philosophie d’Auguste Comte. Félix Alcan, Paris 1900.
- La morale et la science des mœurs. Félix Alcan, Paris 1903. Digitalisat
- Les fonctions mentales dans les sociétés inférieures. Félix Alcan, Paris 1910. Digitalisat (Ausg. 1951)
- La conflagration européenne. Les causes économiques et politiques. Félix Alcan, Paris 1915.
- Jean Jaurès. Esquisse biographique, suivie de lettres inédites. Bieder, Paris 1916.
- La mentalité primitive. Félix Alcan, Paris 1922. - Online
- L’âme primitive. Félix Alcan, Paris 1927. Digitalisat
- Le surnaturel et la nature dans la mentalité primitive. Félix Alcan, Paris 1931. Digitalisat (Ausg. 1963)
- La mythologie primitive. Le monde mythique des Australiens et des Papous. Félix Alcan, Paris 1935. - Online
- Morceaux choisis. 1936.
- L’expérience mystique et les symboles chez les primitifs. Félix Alcan, Paris 1938. - Online
- Les carnets de Lucien Lévy-Bruhl. Presses Universitaires de France, Paris 1949. – Online

### In deutscher Übersetzung
- Das Denken der Naturvölker, herausgegeben und eingeleitet von Wilhelm Jerusalem, Braumüller, Wien 1921 (Les Fonctions mentales dans les sociétés inférieures, dt.).
- Die geistige Welt der Primitiven, München: F. Bruckmann 1927 (La Mentalité primitive, dt., unvollst. übersetzt von Margarethe Hamburger) (spätere Lizenzausgabe: Diederichs, Düsseldorf 1957)
- Die Seele der Primitiven. Autorisierte Übersetzung Else Baronin Werkmann, Braumüller, Wien 1930 (L’âme primitive, dt.) (spätere Lizenzausgabe: Diederichs, Düsseldorf 1956).